# Nova (bułgarska stacja telewizyjna)
Nova (zapis stylizowany: NOVA) – komercyjna stacja telewizyjna w Bułgarii. Stacja powstała 16 lipca 1994 roku. 19 lutego 2018, Modern Times Group ogłosiło, że czeska grupa inwestycyjna PPF nabyła 95% Nova Broadcasting Group. Pozostałe 5% zostało przekazane dyrektorowi generalnemu Nova Didie Stosel. 